# 泰哈姆山麓弗拉德尼茨
泰哈姆山麓弗拉德尼茨是奥地利施蒂利亚州魏茨县的一个市镇。总面积34.81平方公里，总人口1146人，人口密度32.9人/平方公里（2005年）。